# 托馬斯·佩克哈特
托馬斯·佩克哈特（1989年5月26日—），是一名捷克足球運動員，场上司職前鋒，目前效力于波甲球隊歷基亞，亦是捷克国家队成员之一。

## 球員生涯

### 球會
熱刺
2006年3月16日，捷克甲級聯賽球會布拉格斯拉維亞證實英超球會熱刺簽入其明日之星16歲捷克U17代表佩克哈特，合約為期三年，另球會有選擇權延長多兩年，合約生效期為2006年7月1日。
南安普顿(借用)
2008年8月26日，熱刺將其19歲捷克U21代表佩克哈特借往英冠球會修咸頓，借用期至2009年1月。
布拉格斯巴達(借用)
2009年2月3日，佩克哈特以借用身份重返其母會布拉格斯拉維亞，借用期為一年。
亚布洛内茨
2010年1月20日，捷克甲級聯賽球會亚布洛内茨從英超熱刺簽入佩克哈特，轉會費金額沒有透露，合約為期三年半。
纽伦堡
2011年5月4日，德甲球會纽伦堡以120萬英鎊轉會費從亚布洛内茨購入佩克哈特，合約為期四年。

## 外部連結
- 足球数据库：托馬斯·佩克哈特的球员统计数据 （英文）
- 湯馬士·柏赫特的捷克國際賽統計數據
- 湯馬士·柏赫特 （页面存档备份，存于）於紐倫堡官網簡歷 （德文）